# Avesta-Denkmal
Koordinaten: 41° 32′ 49,6″ N, 60° 37′ 34,3″ O

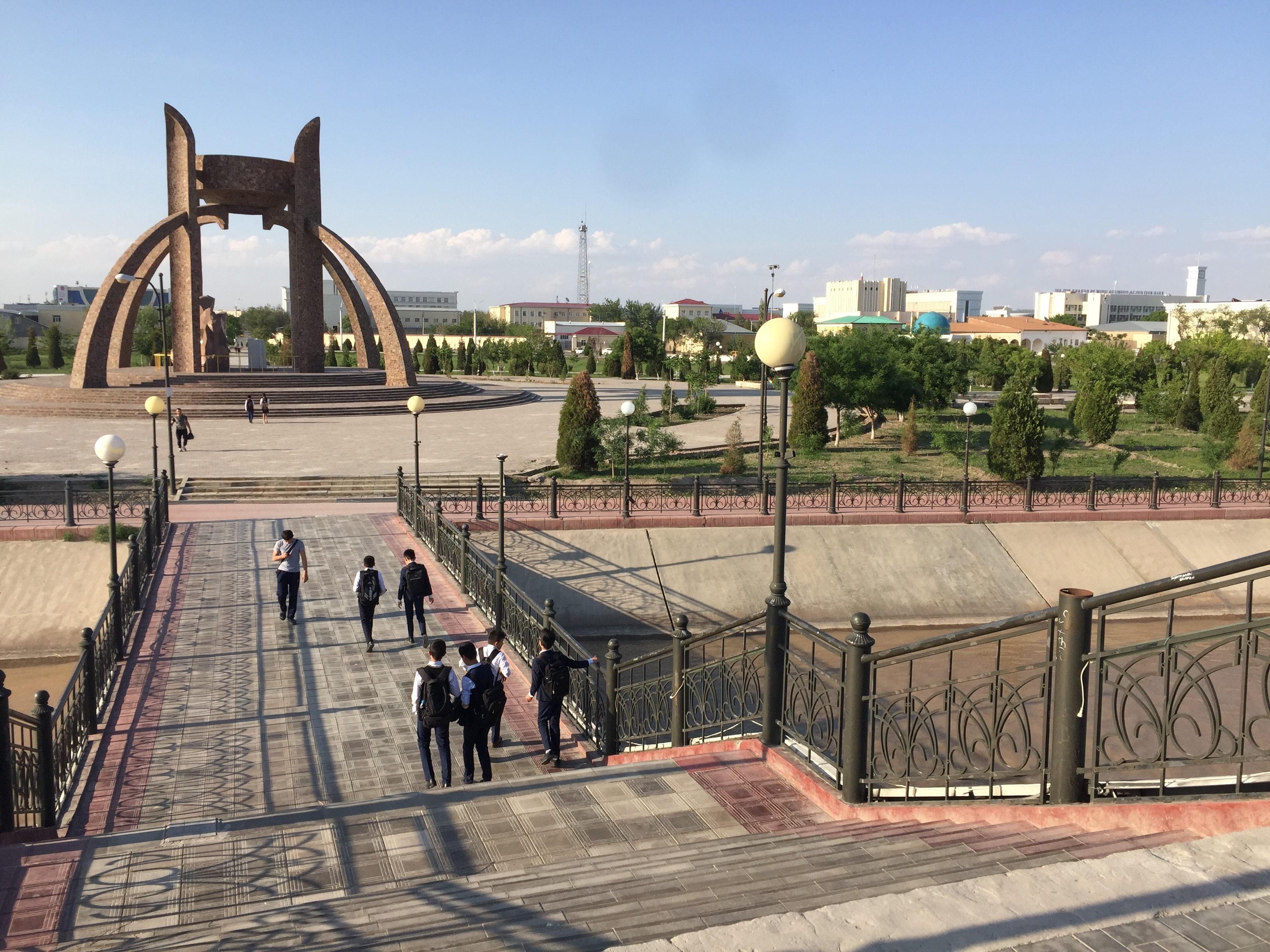
Das Avesta-Denkmal in Urganch

Das Avesta-Denkmal in der usbekischen Stadt Urganch ist der Avesta, dem heiligen Buch des Zoroastrismus, gewidmet. Das Denkmal liegt in einem gleichnamigen Park am Ufer des Schawat-Kanals.

## Lage
Das Avesta-Denkmal befindet sich in zentraler Lage in Urganch am nördlichen Ufer des Schawat-Kanals, der durch das Stadtzentrum führt. Über eine Fußgängerbrücke ist die Parkanlage rund um das Denkmal mit der gegenüberliegenden Seite des Kanals verbunden. Neben dem Avesta-Denkmal ist das Museum für die Geschichte des Zoroastrismus das prägende Gebäude des Avesta-Parks.

## Baugeschichte
Der Bau des Museums, des Avesta-Denkmals und des umliegenden Parks wurde anlässlich der offiziellen Feierlichkeiten zum 2700. Jahrestag der Entstehung der Avesta im Jahr 2001 in Auftrag gegeben und erfolgte nach Plänen des usbekischen Architekten Polvonnasir Salajew. Seit ihrer Fertigstellung ist die Anlage ein beliebtes Ausflugsziel in Urganch und wird regelmäßig von Schulklassen aus der Region besucht.

## Beschreibung
Das Denkmal steht leicht erhöht auf einem Podest, das über einige Treppenstufen erreicht werden kann. Das Zentrum des Denkmals bildet eine stilisierte Darstellung der Avesta als Buch mit weißen Seiten, flankiert von der steinernen Darstellung einer Flamme. Oberhalb dieser Darstellung erstreckt sich eine 18 Meter hohe Konstruktion aus vier, kreisförmig angeordneten Bögen und horizontalen Streben, die eine Feuerstelle darstellt und auf diese Weise die Bedeutung des Feuers für den zoroastrischen Glauben widerspiegelt.